# Астафуров, Константин Алексеевич
Константи́н Алексе́евич Астафу́ров (11 августа 1915 — 11 февраля 1997) — полный кавалер ордена Славы, участник Великой Отечественной войны.

## Биография
Родился 11 августа 1915 года в городе Астрахань, русский. Окончил 6 классов. До призыва в РККА работал в Красноводском морском порту.
Проходил службу в Красной армии в 1936-1938 годах. Вторично призван в Красную армию в марте 1942 года.
С августа 1942 года сержант К. Астафуров принимает участие в боевых действиях в составе 545-го стрелкового полка 389-й стрелковой дивизии на Закавказском фронте, с февраля 1943 года на Северо-Кавказском фронте.
В боях под Кеслерово с 15 по 30 мая 1943 года был начальником радиостанции РБ, 545-го стрелкового полка 389-й стрелковой дивизии. Во время артиллерийско-миномётного обстрела КП 545-го стрелкового полка, весь штат радиостанции, которой командовал К. Астафуров, вышел из строя. Находясь один на радиостанции, в течение трёх суток обеспечивал бесперебойную связь со штабом дивизии.
Во время действий добровольческих отрядов 389-й стрелковой дивизии в районе плавней реки Кубань, со своим штатом под огнём противника обеспечил своевременную доставку аккумуляторов для радиостанций, действующих на передовой линии. Приказом № 046/н от 15.08.1943 года по 389-й стрелковой дивизии награждён медалью «За отвагу».
28 января 1944 года в районе села Зозовка, Липовецкого района, Винницкой области, в критический момент боя, когда 389-я стрелковая дивизия находилась под угрозой окружения, в тяжёлых условиях обеспечивал связь командования дивизии с частями. Танки и самоходные орудия противника находились на расстоянии 700 метров от командного пункта дивизии и прямой наводкой вели по нему огонь. Невзирая на опасность, продолжал обеспечивать радиосвязь. Приказом № 013/н от 03.02.1944 года по 389-й стрелковой дивизии награждён орденом Славы 3-й степени.
14 июля 1944 года начальник радиостанции 838-й отдельной роты связи 389-й стрелковой дивизии старший сержант К. Астафуров под огнём поддерживал надёжную связь командования с войсками. Из личного оружия уничтожил 2 солдат противника. 19 июля 1944 года в числе первых переправился через реку Западный Буг вблизи населённого пункта Сокаль, Львовской области и установил радиосвязь с командованием. Позже вынес с поля боя погибшего командирa 545-го стрелкового полка подполковника Хабибуллина. 19 августа 1944 года награждён орденом Славы 2-й степени.
При прорыве глубоко эшелонированной обороны противника у населённого пункта Ракув (Польша) и овладении городом Кельце в сложных условиях горно-лесистой местности обеспечил командование устойчивой радиосвязью. 20 января 1945 года при отражении контратак противника близ города Сулеюв Астафуров истребил 9 гитлеровцев. 27 июня 1945 года награждён орденом Славы 1 степени.
Демобилизован из Советской Армии в 1945 году. Проживал в городе Крымск Краснодарского края, где работал на хлебопекарном предприятии.
Умер 11 февраля 1997 года.

## Награды
- Орден Отечественной войны 1-й степени.
- Орден Славы 1-й степени (27.06.1945).
- Орден Славы 2-й степени (19.08.1944).
- Орден Славы 3-й степени (Приказ № 013/н от 03.02.1944 по 389-й стрелковой дивизии).
- Медаль «За отвагу» (Приказ № 046/н от 15.08.1943 по 389-й стрелковой дивизии).